# Phytoptipalpus aegyptetrapodus
Phytoptipalpus aegyptetrapodus är en spindeldjursart som beskrevs av Zaher och Yousef 1969. Phytoptipalpus aegyptetrapodus ingår i släktet Phytoptipalpus och familjen Tenuipalpidae. Inga underarter finns listade i Catalogue of Life.